# Quartier gothique
Le Quartier gothique (en catalan : Barri Gòtic ou Barrio Gótico en espagnol) est l'un des quartiers les plus populaires du district de la Vieille ville de Barcelone. Il remonte au règne d'Auguste où les Romains y fondèrent une colonie. Encore aujourd'hui, on peut y apercevoir sur la Plaça Nova deux tours cylindriques datant de l'époque romaine (Portal del Bisbe).
Le quartier abrite des lieux célèbres, comme le café moderniste Els Quatre Gats de Pere Romeu, dans la Casa Martí de Josep Puig i Cadafalch, et des édifices tels que la cathédrale Sainte-Croix de Barcelone, le palais de la Généralité et la chapelle Sainte-Agathe, ainsi que la rue d'Avinyó qui inspire Pablo Picasso en 1907 pour son tableau Les Demoiselles d'Avignon.
Prisé par les touristes, le quartier gothique a vu sa population passer de 27 470 habitants en 2006 à 15 614 en 2016. 63 % de ses résidents sont désormais des personnes de passage.

## Galerie

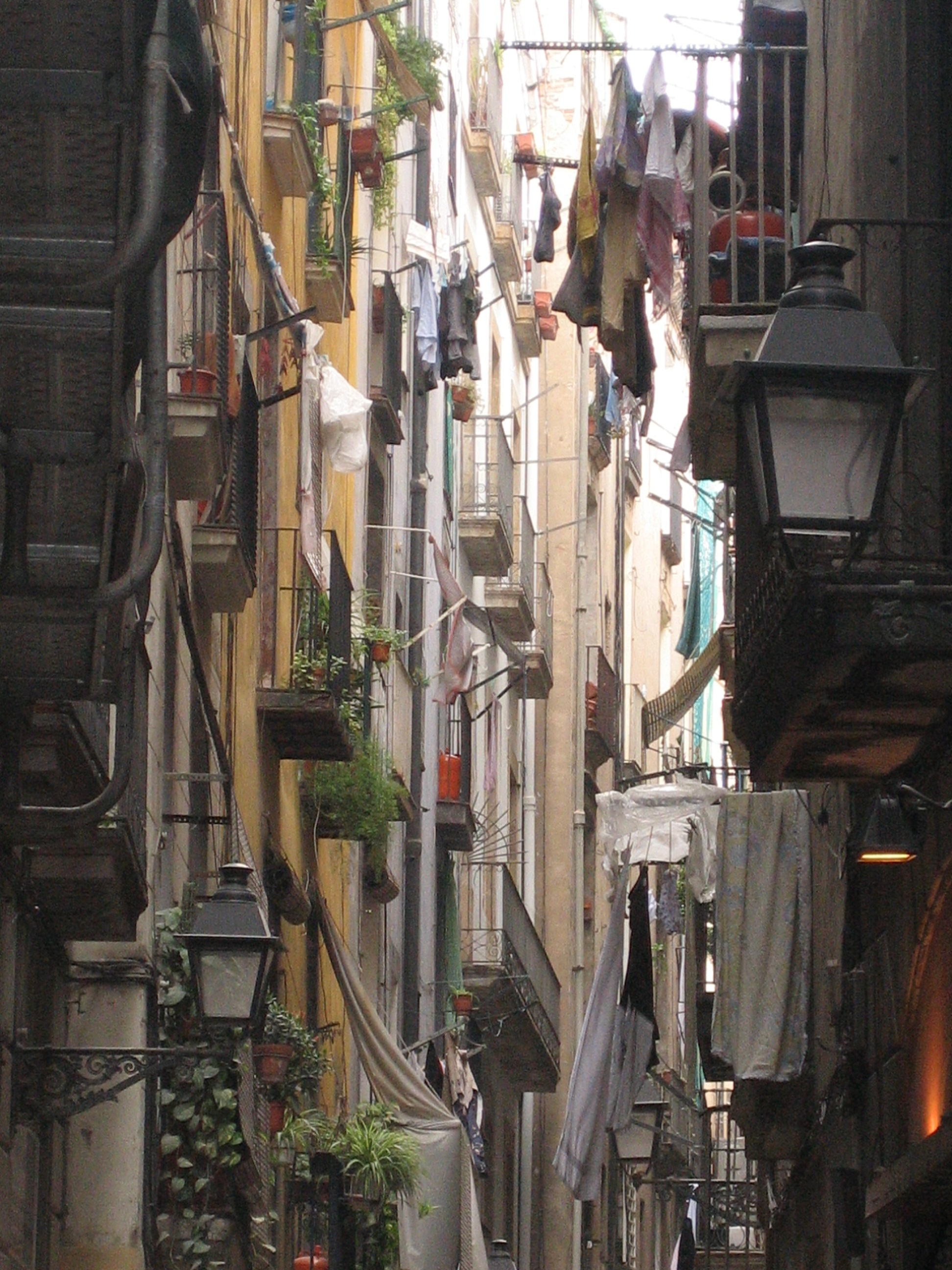
Les rues caractéristiques du Barri Gòtic
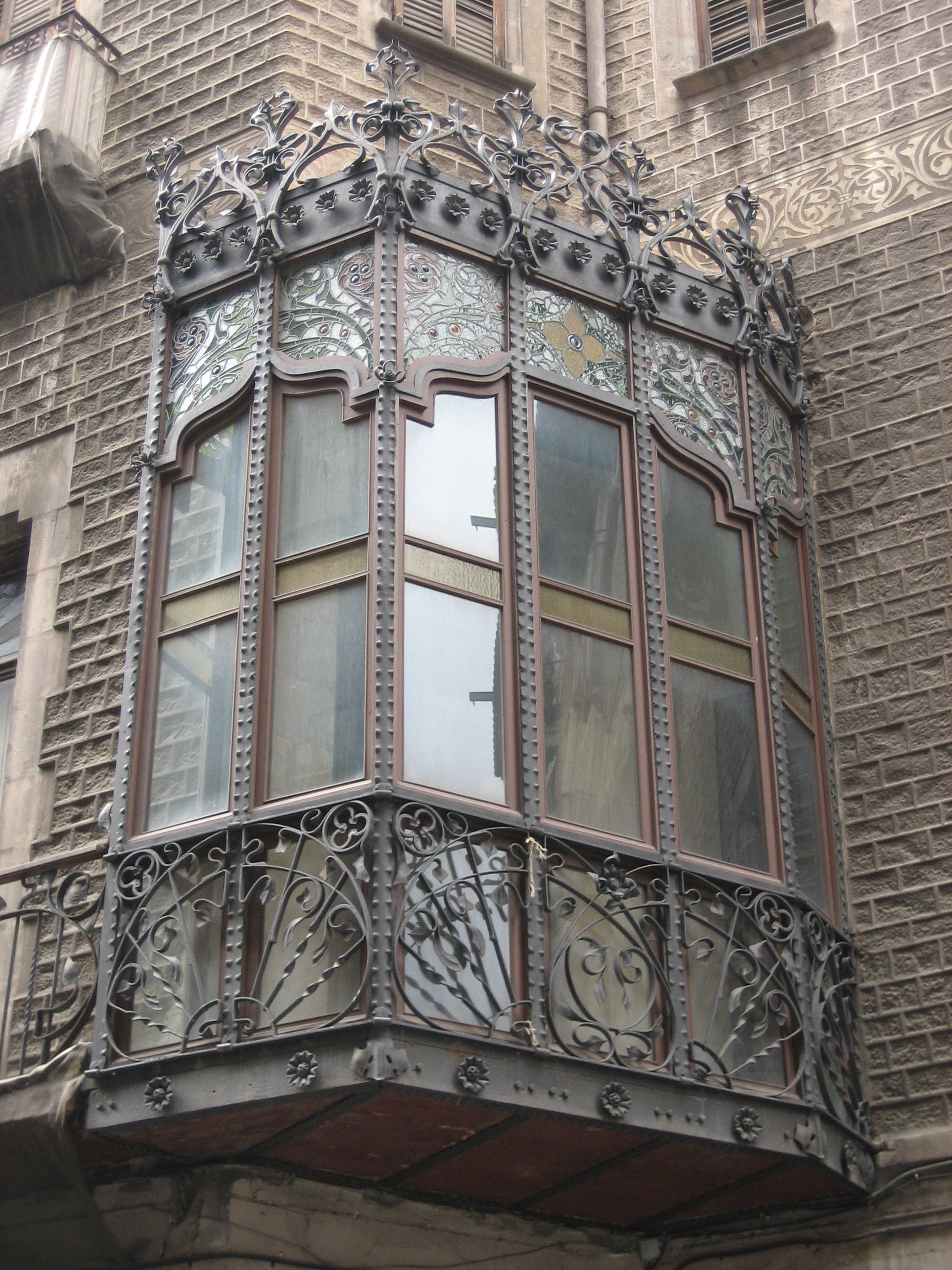
Architecture du Barri Gòtic
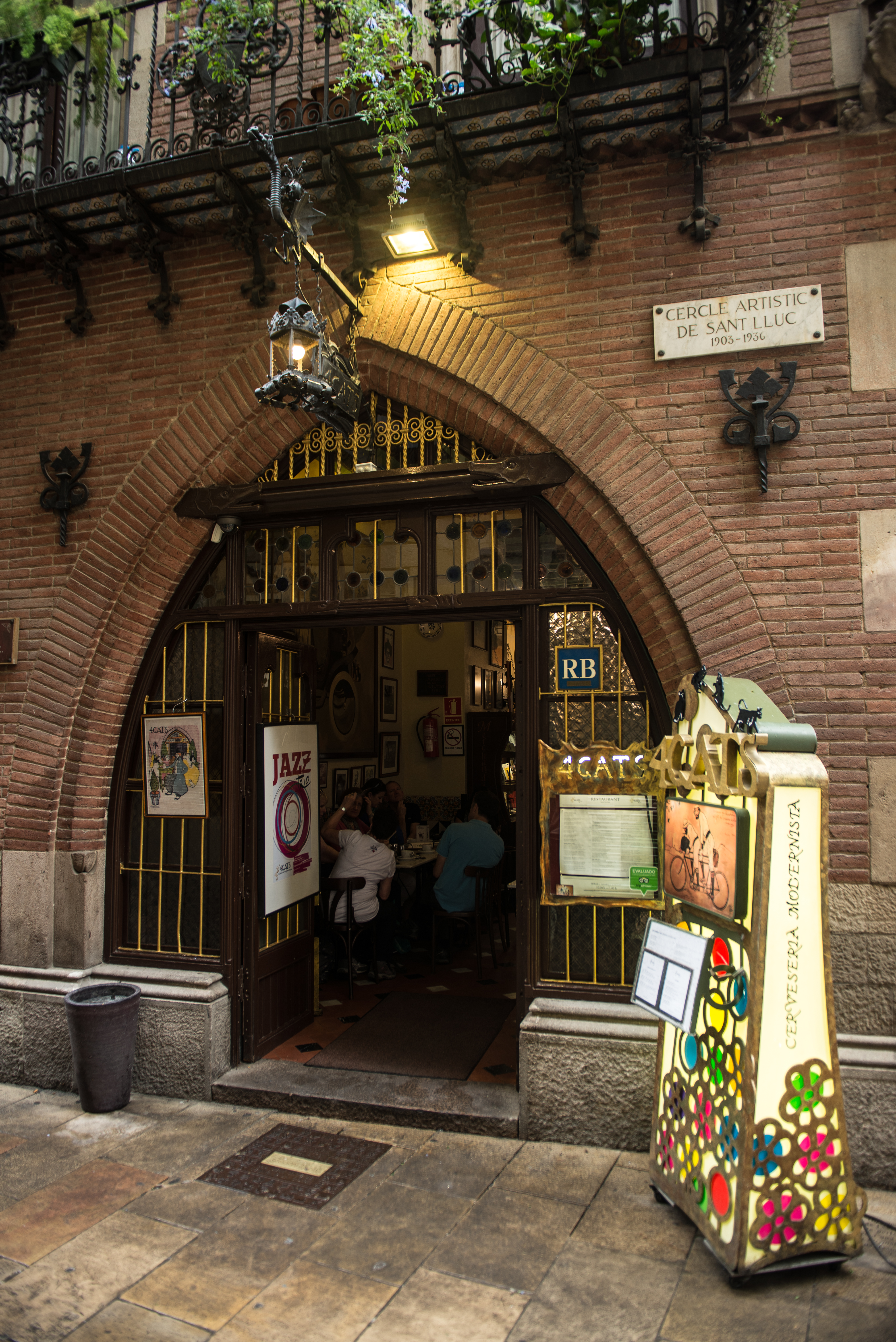
Els Quatre Gats de Pere Romeu, fréquenté notamment par Picasso et Ramon Casas.